# Gemeindezentrum Unser Lieben Frauen
Das Gemeindezentrum Unser Lieben Frauen der Kirche Unser Lieben Frauen  befindet sich in Bremen, Stadtteil Schwachhausen, H.-H.-Meier-Allee 40a. Das Zentrum entstand 2017 nach Plänen der Architekten Völlmar Architektur mit Katja-Annika Pahl und Campe Janda. Der Freiraum wurde von Anna Viader zusammen mit nsp christoph schonhoff landschaftsarchitekten stadtplaner entworfen.  Es wurde 2018 mit dem Bremer BDA-Hauptpreis 2018 ausgezeichnet und unter anderem im "Architekturführer Bremen/Bremerhaven" und im Jahrbuch "Architektur in Hamburg 2018/19".

## Geschichte
Im Auftrag der Bremischen Evangelischen Kirche (BEK) wurde für die Kirchengemeinde der Liebfrauenkirche in Bremen das Gemeindezentrum, bestehend aus dem Gemeindehaus mit einem kubischen Saalbau und der zweigeschossigen Kindertageseinrichtung, gebaut. Die Gebäude stehen zurückgesetzt zur Straße an einem Vorplatz, der zu einem Hof mit einem Kreuzgang führt. Die Baukosten beliefen sich auf 4,4 Mio. Euro.
Die BDA-Jury befand: „Wer den disziplinierten und ausgeklügelten Grundriss studiert, wer die durch viel Lärchenholz und den hellen dänischen Ziegel charakterisierte angenehme Stimmung in den Räumen intuitiv erlebt, ..., dem wird auf die Frage, was die Architekten besser machen können, keine Antwort einfallen.“